# José Ángel Crespo
José Ángel Crespo, né le 9 février 1987 à Séville, est un footballeur espagnol qui évolue au poste de défenseur au PAOK Salonique.

## Biographie
Le 27 juillet 2015, il signe pour trois ans avec Aston Villa.

## Palmarès
PAOK Salonique
- Coupe de Grèce : 2017 et 2018
- Championnat de Grèce : Vice-champion : 2017
- Championnat de Grèce de football : Champion 2019